# Río Georges
El río Georges, también conocido como río Tucoerah, es un estuario sometido a la acción de las mareas, situado al sur y al oeste de Sídney, Nueva Gales del Sur (Australia).
El río Georges nace en los pantanos de las tierras altas de la cuenca de captación del arroyo O'Hares, aproximadamente a 80 kilómetros al suroeste del distrito comercial central de Sídney, entre la ciudad de Appin y la escarpa de Illawarra. El río recorre aproximadamente 96 kilómetros en dirección norte y luego en dirección este hasta su desembocadura en la bahía de Botany, a unos 5 kilómetros del Mar de Tasmania. El río Georges es el principal afluente de la Bahía de Botany; el río Cooks es un afluente secundario.
La cuenca de captación total del río es de aproximadamente 930,9 kilómetros cuadrados y la zona que rodea al río es administrada por diversas autoridades gubernamentales locales y organismos gubernamentales de Nueva Gales del Sur.
La tierra adyacente al río Georges fue ocupada durante muchos miles de años por los pueblos Tharawal y Eora. Utilizaron el río como una importante fuente de alimentos y un lugar para el comercio.

## Geografía

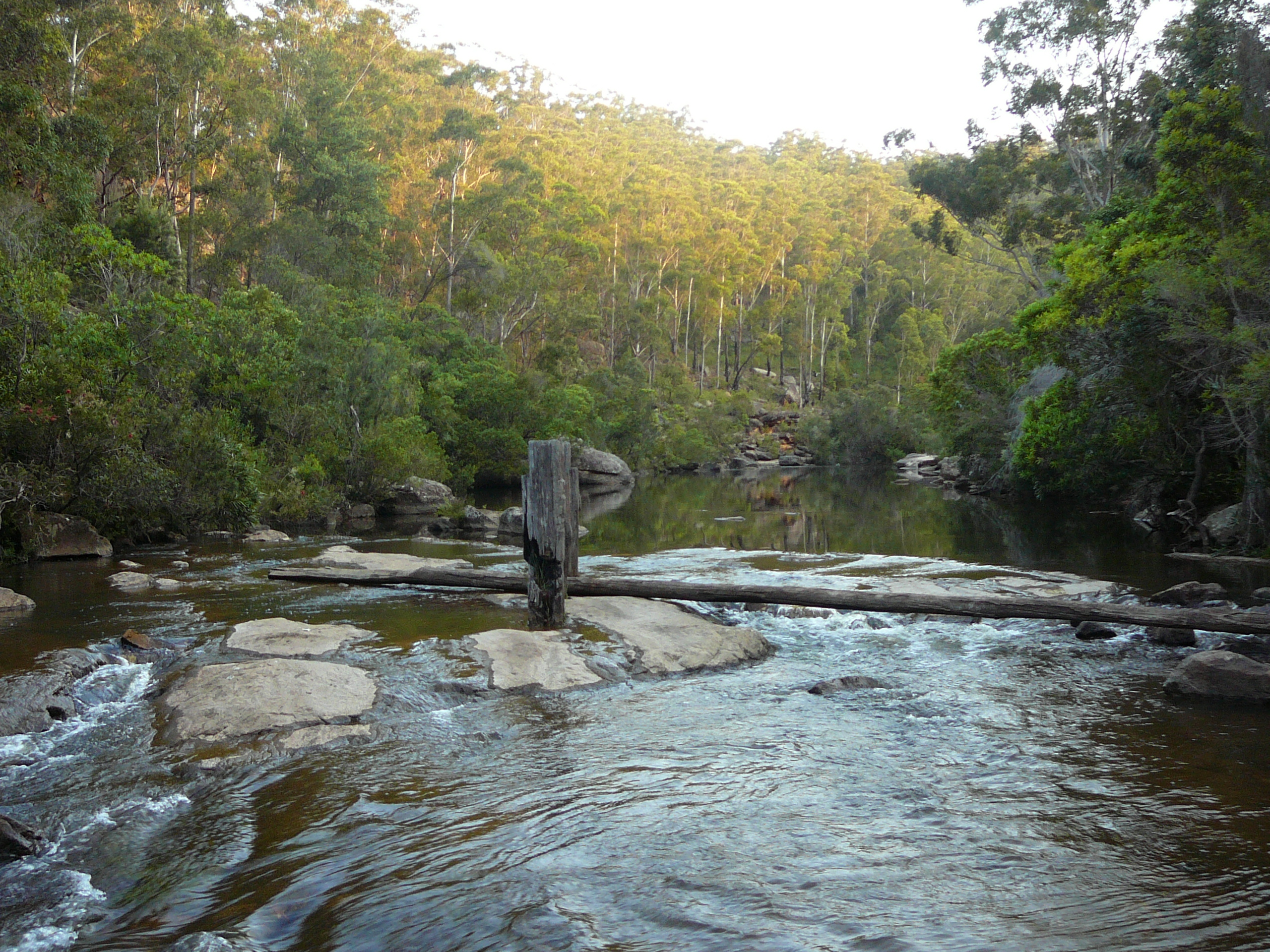
Freres Crossing, cerca de Campbelltown.

En su nacimiento al este de Appin el hábitat predominante es el brezal de la Comarca de Wollondilly y la zona del gobierno local de Wollongong. El río discurre hacia el norte a través de escarpados desfiladeros de arenisca al este de Campbelltown, aproximadamente en paralelo a la línea ferroviaria Main South, y su orilla oriental forma un límite con la base militar de Holsworthy. Pasa cerca de Glenfield y luego llega a Liverpool donde el gira hacia el este y pasa por los suburbios de East Hills, Lugarno y Blakehurst, antes de desembocar en la bahía Botany en Taren Point en los suburbios del sur de Sídney, donde forma un estuario.
Los principales afluentes son el arroyo O'Hares, el arroyo Bunbury Curran, el arroyo Cabramatta, el arroyo Prospect, el arroyo Salt Pan y el río Woronora. El río Georges es muy utilizado para la práctica de actividades recreativas como el esquí acuático y la natación. Las orillas del río a lo largo de la parte baja están marcadas por grandes ensenadas muchas de las cuales albergan costosas propiedades residenciales.
El río Georges tiene algunos lagos artificiales en el suburbio de Chipping Norton, cerca de Liverpool. Estos lagos, conocidos como los lagos Chipping Norton, son el resultado de las extracción de arena y de las canteras efectuadas en el siglo XX. Los lagos son ahora una popular instalación de deportes acuáticos y recreativos para los residentes de los suburbios del suroeste de Sídney.
La presa de Liverpool forma actualmente el límite de marea más alto y la presencia de agua salada en el río Georges.
El parque nacional Río Georges colinda con la cuenca alta del río Georges. Desde Appin hasta Glenfield, se ha protegido un gran corredor como parte del Corredor Regional de Espacio Abierto del río Georges. Las reservas del Consejo permiten el acceso a secciones naturales del río en la playa de Simmo, la reserva de Ingleburn, la reserva de Keith Longhurst y Frere's Crossing.
El programa de vigilancia de la salud fluvial de la comunidad de la bahía de Botany es una iniciativa de base comunitaria para vigilar la salud de la cuenca hidrográfica del ecosistema.

### Historia aborigen
Antes de la llegada de los europeos, el río Georges era conocido antiguamente como el río Tucoerah por los pobladores tradicionales de la zona.

### Historia europea
El río Georges recibió su nombre inglés en honor al rey Jorge III, por el gobernador Arthur Phillip. Fue uno de los muchos lugares de las guerras de Hawkesbury y Nepean, una serie de guerras entre el Reino de Gran Bretaña y los clanes indígenas que se resistían a finales del siglo XVIII y principios del XIX.
El río fue explorado por Bass y Flinders en 1795 en su primer viaje en el Tom Thumb después de su llegada a Nueva Gales del Sur. La exploración condujo al establecimiento de Bankstown.
David Lennox construyó una presa usando mano de obra de convictos en Liverpool en 1836, para suministrar agua a Liverpool.
En febrero de 2007, el Consejo Municipal de Liverpool y Campbelltown recibió una subvención de 2 millones de dólares del NSW Environmental Trust en el marco de su Iniciativa de Sostenibilidad Urbana para desarrollar un Plan Estratégico Integral centrado en la rehabilitación de la zona de captación.

## Cruces

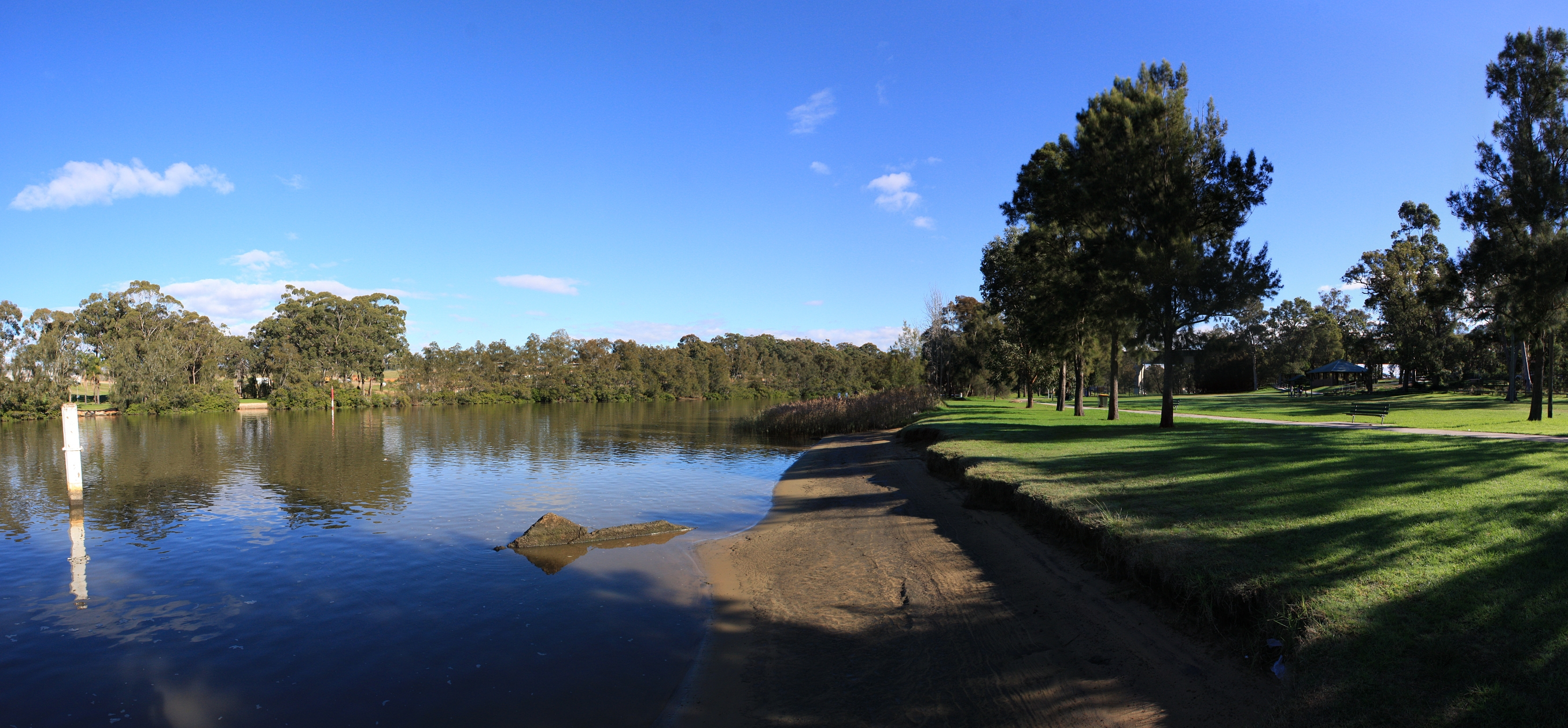
El río George desde East Hills.

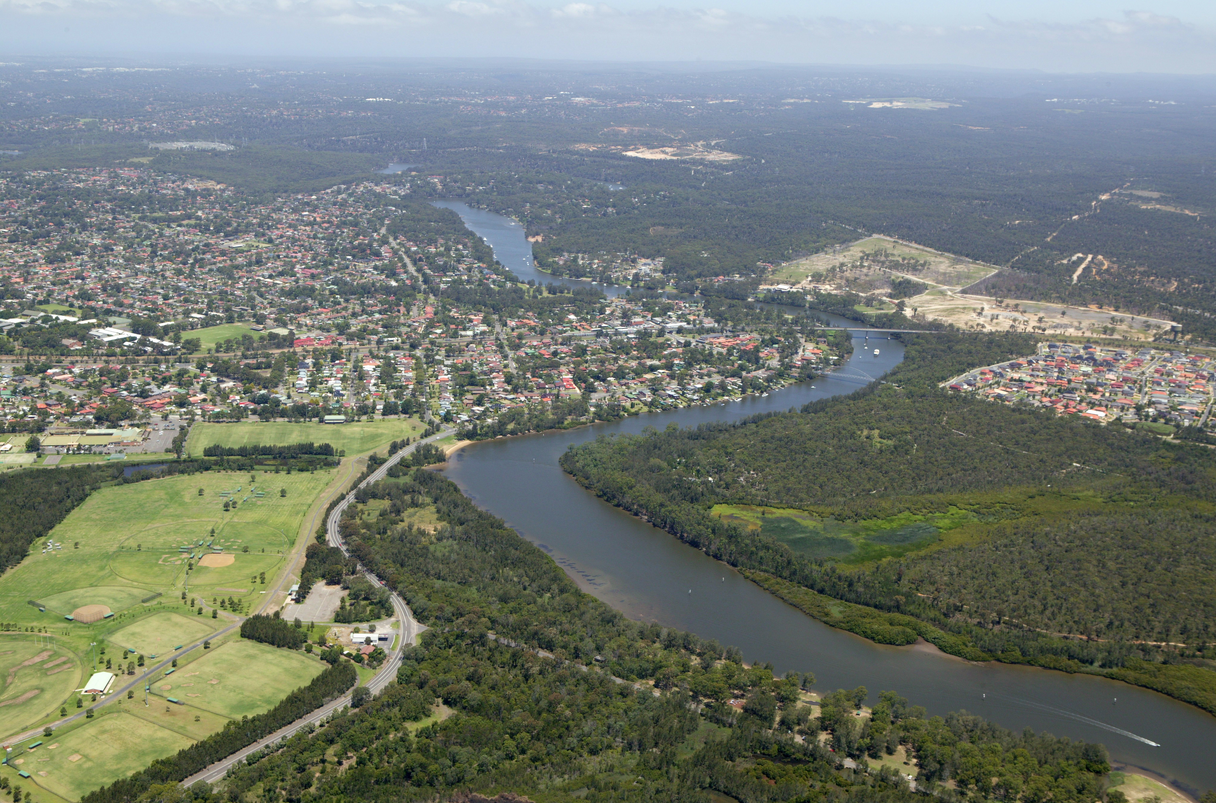
Vista del río a su paso por East Hills y Voyager Point. El puente peatonal de Voyager Point y el puente de la línea de ferrocarril de East Hills se pueden ver en centro de la imagen

Los puentes sobre el río Georges son, de este a oeste:
- Puente Capitán Cook (conectando Sans Souci a Taren Point), para coches, peatones y ciclistas.
- Tom Uglys Bridge  (conectando Blakehurst a Sylvania), para coches, peatones y ciclistas.
- Old Como railway bridge, actualmente para peatones y ciclistas.
- Como railway bridge en la línea ferroviaria Illawarra, conectando Oatley a Como, para trenes.
- Alfords Point Bridge  (conectando Padstow Heights a Alfords Point), para coches, peatones y ciclistas.
- East Hills rail bridge at East Hills, para el Airport & South Line
- Voyager Point footbridge, para peatones y ciclistas.
- Puente este del río Georges Autopista M5 South Western
- Milperra Bridge (Newbridge Rd. que conecta Moorebank con Milperra), para coches, peatones y ciclistas.
- Governor Macquarie Drive bridge (conectando la granja Warwick con Chipping Norton), para coches, peatones y ciclistas.
- Liverpool Weir - construido en 1836
- Liverpool footbridge (ahora demolido).[11]
- Newbridge Rd (Conecta Liverpool con Chipping Norton), para coches, peatones y ciclistas.
- Puente del oeste del río Georges  Autopista M5 South Western
- Airport & South Line rail bridge (conectando Holsworthy con Glenfield), para trenes.
- Cambridge Ave Causeway (conecta Holsworthy con Glenfield), para coches.
- King Falls Bridge[12]

## Pesca

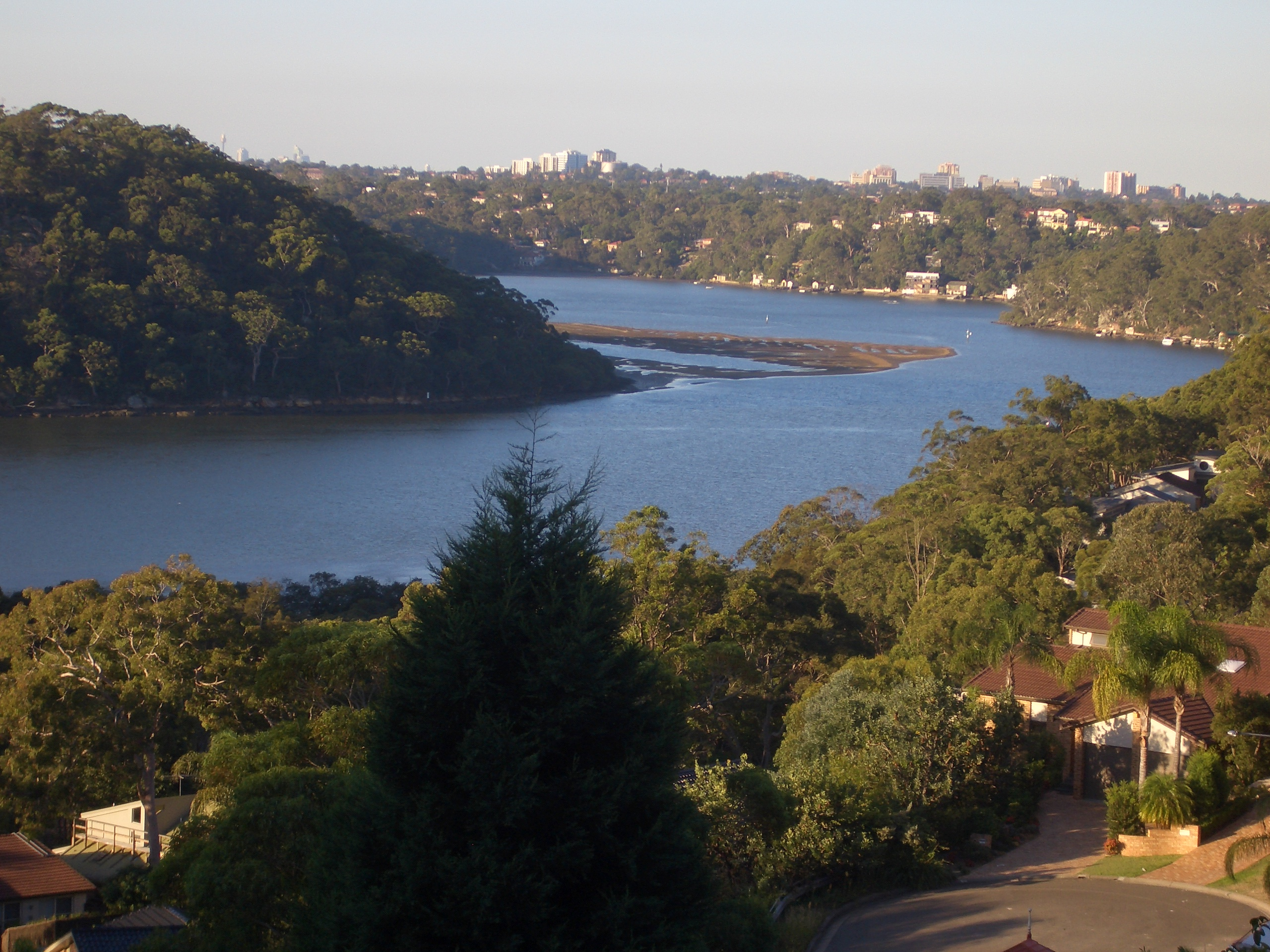
El río Georges desde Illawong.

El río Georges es un área popular para la pesca recreativa. Las especies presentes en el río incluyen el róbalo, el besugo, la pescadilla, el pez joya y el lenguado. El río también alberga varios criaderos comerciales de ostras. En las partes superiores del río Georges abunda la lubina durante los meses de verano y durante los meses de invierno esta lubina migra a las zonas inferiores del río hacia el agua salada para reproducirse. Las entradas de aguas residuales al río se gestionan cuidadosamente para mantener el hábitat del estuario.